# Joel Bitonio
Joel Michael Bitonio (* 11. Oktober 1991 in San Pedro, Kalifornien) ist ein US-amerikanischer American-Football-Spieler auf der Position des Guards. Derzeit spielt er bei den Cleveland Browns in der National Football League (NFL).

## College
Bitonio, der auf der Highschool auch gute Leistungen als Leichtathlet und Basketballer zeigte, besuchte die University of Nevada, Reno und spielte für deren Mannschaft, das Wolf Pack, zwischen 2009 und 2013 erfolgreich College Football. Er lief insgesamt 51-mal auf, 38-mal davon als Starter, wobei er unterschiedliche Positionen in der Offensive Line bekleidete.

## NFL
Im NFL-Draft 2014 wurde Bitonio von den Cleveland Browns in der zweiten Runde als insgesamt 35. Spieler ausgewählt. Er konnte sich sofort etablieren und kam bereits in seiner Rookie-Saison in allen Partien als linker Starting Guard zum Einsatz. Obwohl er 2015 verletzungsbedingt nur zehn, 2016 gar nur fünf Partien bestreiten konnte, erhielt er im März 2017 einen neuen Fünfjahresvertrag in Höhe von 51,2 Millionen US-Dollar, 23,7 davon garantiert.
Er blieb seither von Verletzungen verschont und zeigte konstant gute Leistungen, für die er 2018 auch erstmals in den Pro Bowl berufen wurde.